# Windujaya (Sedong)
Windujaya is een bestuurslaag in het regentschap Cirebon van de provincie West-Java, Indonesië. Windujaya telt 3581 inwoners (volkstelling 2010).